# 蒋民宽
蒋民宽（1930年—2012年6月6日），江苏吴县人，中华人民共和国政治人物。

## 生平
1947年至1950年5月在上海工业专科学校机械系学习。1950年5月至1952年，任东北工业部有色金属管理局四O一厂技术员、车间代主任、厂基建科代科长、厂工务部代主任、厂工会副主席、厂技校副校长。1952年至1955年，在东北工业部抚顺俄语训练班学习，苏联乌拉尔卡明斯克铝加工厂实习，任技术股代股长、车间副主任、车间主任。1955年至1966年，任国营一O一厂车间副主任、车间主任、厂革新科科长、试制车间主任、厂生产指挥部副总指挥。
1961年6月，加入中国共产党。1966年至1982年，任国营一一二厂副总工程师、总工程师、厂生产组组长、副厂长、厂长。1982年至1983年，任四川省副省长兼省计经委主任。1983年至1985年，任中共四川省委副书记、四川省副省长。1985年至1988年，任中共四川省委副书记、四川省省长。1988年至1990年，任国家科学技术委员会副主任、党组副书记。1988年5月至1989年10月，兼任中国专利局局长。1990年9月至1995年7月，任中共中央统战部副部长。1991年4月增选为政协第七届全国委员会常务委员。1993年3月、1998年3月，相继当选为政协第八届、九届全国委员会常务委员。
此外担任中共第十二届中央候补委员。1985年9月中共全国代表会议增选委员，之后连任第十三届、十四届中央委员。2012年6月6日去世。